# Dorcadion fuentei
Dorcadion fuentei är en skalbaggsart som beskrevs av Maurice Pic 1899. Dorcadion fuentei ingår i släktet Dorcadion och familjen långhorningar. Inga underarter finns listade i Catalogue of Life.